# We the People
We the People was een website van het NRC Handelsblad waarop burgers, maatschappelijke leiders en politici samen kunnen werken aan een project.
De volgende projecten zijn op We the People uitgevoerd: 
- Europese Grondwet - Lezers schrijven een plan voor Europa (afgesloten in juni 2006)
- Digitaal fotoalbum over Europa (gestart in 2006, en na een onderbreking rond de Tweede Kamerverkiezingen heropgestart)
- Verkiezingen - een project waarin lezers aangeven wat ze belangrijk vinden voor het beleid in de komende regeringsperiode (rond november 2006)
- Regeerakkoord - Vervolg op het verkiezingsproject. Drie documenten die samen een regeerakkoord vormen, geschreven door groepen lezers over de thema's Innovatie, Onderwijs en Europa (afgerond in februari 2007)

## Methode
Om de samenwerking tussen burgers mogelijk te maken, worden verschillende technieken gebruikt.
Voor het eerste project, de Europese Grondwet, werd wikisoftware gebruikt. 
Er werd daarbij een sterk beperkte wikimachine gebruikt ten opzichte van de MediaWiki software. Gebruikers konden geen nieuwe pagina's aanmaken, bij de pagina's was geen overlegpagina, gebruikerspagina's van andere gebruikers waren niet te zien, met uitzondering van de stemverklaring, en er waren geen contactmogelijkheden ingebouwd met andere gebruikers.
Op de drie scenario's waarin was voorzien, konden bezoekers hun stem uitbrengen en een stemverklaring geven.
Ook bij het project Verkiezingen, konden bezoekers hun stem uitbrengen op diverse mogelijkheden in een elektronische enquête.
Voor het digitale fotoalbum kan iedereen digitale foto's inzenden waarvan men vindt dat die de Europese eenwording verbeeldt. Een toelichting kan worden bijgevoegd en op een kaart van Europa wordt symbooltjes getoond die aangeven waar de foto's gemaakt zijn. Met een kleurcode wordt de categorie van die foto's aangegeven, bijvoorbeeld economie, geschiedenis, sport en ontspanning.
In het project Regeerakkoord, was elk van de drie thema's tevens voorzien van een weblog, waarop de schrijvers hun vorderingen beschreven, en men reacties kon geven.

## Relatie met de papieren krant
De redacties van NRC Handelsblad en nrc.next gebruiken de website om de interesses en opvattingen van de lezers te leren kennen. Een selectie van de teksten en foto's die door lezers zijn ingestuurd, kunnen in de krant worden afgedrukt of in een krantenartikel verwerkt.

## Project Europese Grondwet
De aanleiding voor dit project en het opzetten van "We the People" was de Europese grondwet, een groot verdrag tussen de landen van de Europese Unie, dat nog niet door alle lidstaten van de Europese Unie is geratificeerd.
De aanleiding van het project is dat op 15 en 16 juni 2006 de Europese leiders voor het eerst na de afwijzing van het verdrag weer over mogelijke toekomstige ontwikkelingen gaan praten.
Het initiatief werd gestart ongeveer een jaar nadat de bevolking in Nederland in een referendum bij meerderheid het advies gaf het voorgelegde verdrag niet te ratificeren. In een collaboratief proces schrijven de deelnemers aan We the People een betoog over een van de drie tevoren gekozen scenario's, te weten:
- grondwet alsnog invoeren
- grondwet vergeten
- grondwet herschrijven.

### Deelname
Enkele honderden mensen hebben een stem op de site uitgebracht en een stemverklaring geschreven. 30-40 mensen hebben gedurende een maand op de wiki geschreven aan een van de scenario's.
Sommigen achten deze deelname laag, maar de verwachtingen van NRC waren van tevoren niet bekend. Er is geen verklaring bij de NRC voor de omvang van de participatie. Het initiatief was op de voorpagina van de krant aangekondigd. NRC heeft het voornemen bekendgemaakt om naar aanleiding van dit project deel te nemen aan een door Universiteit Harvard georganiseerd congres in de VS in de week van 12 juni 2006. Daar zou worden verteld over de vorderingen in Nederland met de directe democratie.
De afsluiting van het experiment was voorzien op 21 juni 2006 met een irl-discussie met Atzo Nicolaï in de Haagse Campus van de Universiteit Leiden. Alle deelnemers aan de wiki zijn daarvoor per e-mail uitgenodigd.